# Campeonato europeo de hockey sobre patines masculino de 2002
El XLV Campeonato europeo de hockey sobre patines masculino de 2002 se celebró en Florencia (Italia) del 8 al 13 de julio de 2002. Fue organizado por el Comité Europeo de Hockey sobre Patines. La selección de España ganó su undécimo título.

## Equipos participantes
|              |
| Alemania     |
| Austria      |
| España       |
| Francia      |
| Inglaterra   |
| Italia       |
| Países Bajos |
| Portugal     |
| Suiza        |

## Fase de grupos

### Grupo A
| Equipo     | Pts | PJ | PG | PE | PP | GF | GC | DG  |
| ---------- | --- | -- | -- | -- | -- | -- | -- | --- |
| España     | 6   | 3  | 3  | 0  | 0  | 21 | 3  | +18 |
| Francia    | 4   | 3  | 2  | 0  | 1  | 7  | 4  | +3  |
| Suiza      | 2   | 3  | 1  | 0  | 2  | 6  | 9  | -3  |
| Inglaterra | 0   | 3  | 0  | 0  | 3  | 3  | 21 | -18 |

|            | Bandera de España | Bandera de Suiza | Bandera de Francia | Bandera de Inglaterra |
| ---------- | ----------------- | ---------------- | ------------------ | --------------------- |
| España     |                   |                  |                    |                       |
| Suiza      | 2-6               |                  |                    |                       |
| Francia    | 1-2               | 2-0              |                    |                       |
| Inglaterra | 0-13              | 1-4              | 2-4                |                       |

### Grupo B
| Equipo       | Pts | PJ | PG | PE | PP | GF | GC | DG  |
| ------------ | --- | -- | -- | -- | -- | -- | -- | --- |
| Portugal     | 8   | 4  | 4  | 0  | 0  | 46 | 2  | +44 |
| Italia       | 6   | 4  | 3  | 0  | 1  | 50 | 4  | +46 |
| Alemania     | 4   | 4  | 2  | 0  | 2  | 10 | 22 | -12 |
| Países Bajos | 2   | 4  | 1  | 0  | 3  | 7  | 31 | -24 |
| Austria      | 0   | 4  | 0  | 0  | 4  | 3  | 57 | -54 |

|              | Bandera de Portugal | Bandera de Italia | Bandera de Alemania | Bandera de los Países Bajos | Bandera de Austria |
| ------------ | ------------------- | ----------------- | ------------------- | --------------------------- | ------------------ |
| Portugal     |                     |                   |                     |                             |                    |
| Italia       | 2-4                 |                   |                     |                             |                    |
| Alemania     | 0-8                 | 0-12              |                     |                             |                    |
| Países Bajos | 0-12                | 0-13              | 2-3                 |                             |                    |
| Austria      | 0-22                | 0-23              | 0-7                 | 3-5                         |                    |

## Fase Final

### 5º al 9º
Se disputó un torneo de clasificación con las selecciones no clasificadas para semifinales. Se respetaron los resultados de los partidos ya jugados en la fase de grupos  (marcados con un *).
| Equipo       | Pts | PJ | PG | PE | PP | GF | GC | DG  |
| ------------ | --- | -- | -- | -- | -- | -- | -- | --- |
| Suiza        | 8   | 4  | 4  | 0  | 0  | 30 | 5  | +25 |
| Inglaterra   | 5   | 4  | 2  | 1  | 1  | 13 | 11 | +2  |
| Alemania     | 4   | 4  | 2  | 0  | 2  | 14 | 11 | +3  |
| Países Bajos | 3   | 4  | 1  | 1  | 2  | 11 | 15 | -4  |
| Austria      | 0   | 4  | 0  | 0  | 4  | 6  | 32 | -26 |

|              | Bandera de Suiza | Bandera de Inglaterra | Bandera de Alemania | Bandera de los Países Bajos | Bandera de Austria |
| ------------ | ---------------- | --------------------- | ------------------- | --------------------------- | ------------------ |
| Suiza        |                  |                       |                     |                             |                    |
| Inglaterra   | 1-4 (*)          |                       |                     |                             |                    |
| Alemania     | 2-6              | 2-3                   |                     |                             |                    |
| Países Bajos | 1-6              | 3-3                   | 2-3 (*)             |                             |                    |
| Austria      | 1-14             | 2-6                   | 0-7 (*)             | 3-5 (*)                     |                    |

### Semifinales y final
|  | Semifinales         | Semifinales         |   |        | Final               | Final               |  |
|  | 12 de julio de 2002 | 12 de julio de 2002 |   |        | 13 de julio de 2002 | 13 de julio de 2002 |  |
|  |                     |                     |   |        |                     |                     |  |
|  |                     |                     |   |        |                     |                     |  |
|  | España              | 7                   |   |        |                     |                     |  |
|  | Italia              | 2                   |   |        |                     |                     |  |
|  |                     |                     |   |        |                     |                     |  |
|  |                     |                     |   |        |                     |                     |  |
|  |                     |                     |   |        | España              | 4                   |  |
|  |                     | Portugal            | 2 |        |                     |                     |  |
|  |                     |                     |   |        |                     |                     |  |
|  |                     |                     |   |        |                     |                     |  |
|  |                     |                     |   |        | Tercer lugar        |                     |  |
|  |                     |                     |   |        |                     |                     |  |
|  | Portugal            | 4                   |   | Italia | 4                   |                     |  |
|  | Francia             | 2                   |   |        | Francia             | 3                   |  |

## Clasificación final
| 1. España       |
| 2. Portugal     |
| 3. Italia       |
| 4. Francia      |
| 5. Suiza        |
| 6. Inglaterra   |
| 7. Alemania     |
| 8. Países Bajos |
| 9. Austria      |